# Tratamiento de aguas

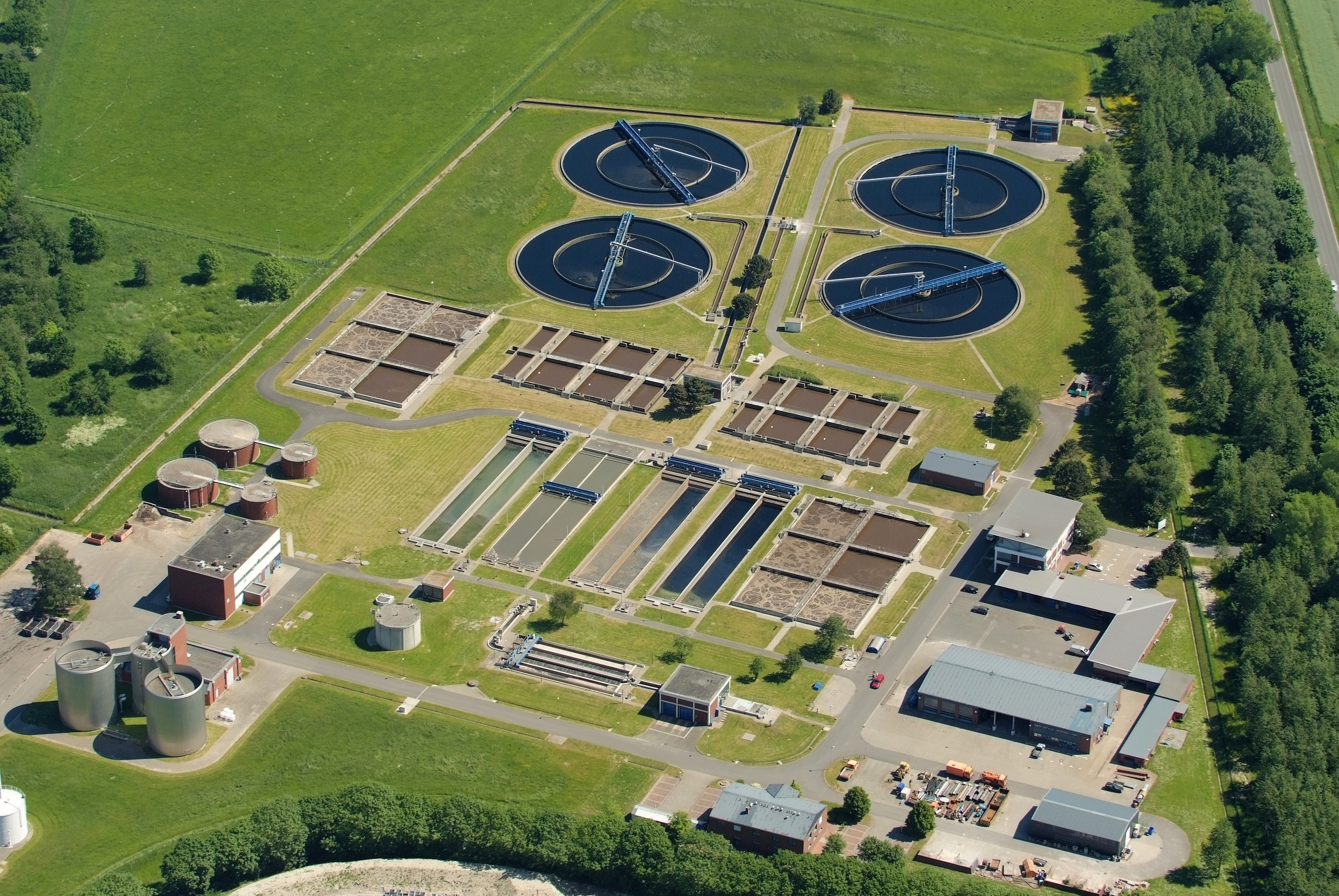
Tecnologías de manejo y tratamiento de aguas residuales.

En Ingeniería química e Ingeniería ambiental el término tratamiento o depuración de aguas es el conjunto de operaciones unitarias de tipo físico, químico, físico-químico o biológico cuya finalidad es la eliminación o reducción de la contaminación o las características no deseables de las aguas, bien sean naturales, de abastecimiento, de proceso o residuales —llamadas, en el caso de las urbanas, aguas negras—. La finalidad de estas operaciones es obtener unas aguas con las características adecuadas al uso que se les vaya a dar, por lo que la combinación y naturaleza exacta de los procesos varía en función tanto de las propiedades de las aguas de partida como de su destino final.
Debido a que las mayores exigencias en lo referente a la calidad del agua se centran en su aplicación para el consumo humano y animal estos se organizan con frecuencia en tratamientos de potabilización y tratamientos de depuración de aguas residuales, aunque ambos comparten muchas operaciones.

## Tratamiento de agua potable
Se denomina estación de tratamiento de agua potable (ETAP2) al conjunto de estructuras en las que se trata el agua de manera que se vuelva apta para el consumo humano. Existen diferentes tecnologías para potabilizar el agua, pero todas deben cumplir los mismos principios:
- Combinación de barreras múltiples (diferentes etapas del proceso de potabilización) para alcanzar bajas condiciones de riesgo,
- Tratamiento integrado para producir el efecto esperado,
- Tratamiento por objetivo (cada etapa del tratamiento tiene una meta específica relacionada con algún tipo de contaminante).

Si no se cuenta con un volumen de almacenamiento de agua potabilizada, la capacidad de la planta debe ser mayor que la demanda máxima diaria en el periodo de diseño. Además, una planta de tratamiento debe operar continuamente, aún con alguno de sus componentes en mantenimiento; por eso es necesario como mínimo dos unidades para cada proceso de la planta.

## Tratamiento de aguas residuales
Las aguas residuales pueden provenir de actividades industriales o agrícolas y del uso doméstico. Los tratamientos de aguas industriales son muy variados, según el tipo de contaminación, y pueden incluir precipitación, neutralización, oxidación química y biológica, reducción, filtración, ósmosis, etc. En el caso de agua urbana, los tratamientos suelen incluir la siguiente secuencia:
- Pretratamiento
- Tratamiento primario
- Tratamiento secundario
- Tratamiento terciario

Las depuradoras de aguas domésticas o urbanas se denominan EDAR (Estaciones Depuradoras de Aguas Residuales), y su núcleo es el tratamiento biológico o secundario, ya que el agua residual urbana es fundamentalmente de carácter orgánico —en la hipótesis que se han los vertidos industriales se tratan aparte—.

### Tipos de tratamiento de aguas residuales de origen urbano
- Pre-tratamiento. Busca acondicionar el agua residual para facilitar los tratamientos propiamente dichos, y preservar la instalación de erosiones y taponamientos. Incluye equipos tales como rejas, tamices, desarenadores y desengrasadores. Dentro de estos, los más utilizados son:
  - Desbaste: Es un proceso mediante el cual se eliminan los sólidos de mayor tamaño para evitar entorpecer o dañar los equipos utilizados para el tratamiento. Comúnmente se utilizan cámaras de reja o cestas con malla metálica que evitan el paso de elementos entre 10 y 20 milímetros o más.[2]
  - Desarenador: Como su nombre lo indica, sirve para separar el material terroso o arenoso de carácter no orgánico.
  - Desgrasador: Se utiliza para remover las grasas que acumulan en la parte superior del agua.

- Tratamiento primario o tratamiento físico-químico: Busca reducir la materia suspendida por medio de la precipitación o sedimentación, con o sin reactivos, o por medio de diversos tipos de oxidación química —comúnmnete utilizada en tratamiento de algunas aguas de origen industrial. Algunos de los métodos utilizados son:
  - Flotación: cuando la materia suspendida tiene una densidad inferior o similar a la del agua, no ocurre la sedimentación, por lo tanto, es necesario aplicar este proceso, que consiste en generar una gran cantidad de burbujas de aire que dirigirán hacia arriba estas partículas, dando como resultado su concentración en la superficie. De esta forma queda un sobrenadante fácil de remover. Este método es ideal para la remoción de aceites, grasas y emulsiones.[2]
  - Coagulación-Floculación: hay casos que la materia en suspensión está formada por partículas muy pequeña que no son capaces de sedimentar o lo hacen demasiado lento. En estas situaciones se agregan sustancias químicas que generan la coagulación de estas partículas y favorecen su floculación y sedimentación.[2]
- Tratamiento secundario o tratamiento biológico: se emplea de forma masiva para eliminar la contaminación orgánica disuelta, la cual es costosa de eliminar por tratamientos físico-químicos. Suele aplicarse tras los anteriores. Consisten en la oxidación aerobia de la materia orgánica —en sus diversas variantes de fangos activados, lechos de partículas, lagunas de oxidación y otros sistemas— o su eliminación anaerobia en digestores cerrados. Ambos sistemas producen fangos en mayor o menor medida que, a su vez, deben ser tratados para su reducción, acondicionamiento y destino final.
- Tratamiento terciario, de carácter físico-químico o biológico: desde el punto de vista conceptual no aplica técnicas diferentes que los tratamientos primarios o secundarios, sino que utiliza técnicas de ambos tipos destinadas a pulir o afinar el vertido final, mejorando alguna de sus características. Si se emplea intensivamente pueden lograr hacer el agua de nuevo apta para el abastecimiento de necesidades agrícolas, industriales, e incluso para potabilización (reciclaje de efluentes).

### Tratamiento de aguas residuales por medios biológicos
Este tipo de plantas de tratamiento constan de un biodigestor anaerobio (que como su nombre lo dice digiere las aguas negras) y un sistema de humedales artificiales que asemejan a la naturaleza para terminar el proceso de limpieza del agua tal como sucede en el medio natural por medio de plantas como carrizos o alcatraces que son muy eficientes al depurar el agua después del proceso de digestión biológica.
La eficiencia de este sistema para la remoción de coliformes (fase biodigestor) en función de efecto filtro eliminando microorganismos patógenos por exposición de ambientes adversos, tiene una tasa de 80 hasta al 90 %, complementándose con la segunda fase (humedales) al 100 % de eliminación de bacterias patógenas.
Este sistema tiene grandes ventajas como el costo de construcción y mantenimiento que puede llegar a ser mucho menor que el de una planta de tratamiento tradicional, también puede ser un atractivo visual de la comunidad donde se encuentre y lo más importante de todo es que el agua que se obtiene es de una gran calidad que se puede utilizar para regar, cultivos, parques y florales
Una forma de tratamiento no convencional es la utilización de plantas acuáticas para la descontaminación de aguas residuales a través de la oxigenación que ejerce las raíces en estas aguas, este mecanismo disminuye la carga contaminante